# Eubalaena
Eubalaena (південний кит) — рід морських ссавців родини китові (Balaenidae). Назва походить з грец. εὖ — «хороший, справжній»; грец. φάλαινα — «кит».

## Морфологія
Морфометрія. Довжина голови й тіла: 13.6—16.6 м, вага: 22 000 кг. Максимальна довжина 18 м, вага 100 000 кг.
Опис. Колір шкіри темно-сірий або чорний, іноді трапляються білі клапті, особливо на животі. Навколо голови є грубі ділянки шкіри.

## Поведінка
Усі три види мігрують, рухаючись у певних областях, щоб харчуватись і народжувати. Кити харчуються в основному зоопланктоном, але також споживають криль і птеропод (планктонні морські равлики). Можуть харчуватись на поверхні, під водою або навіть на дні океану. Через свій повільний рух і тенденцію залишатися близько до берега, ці китові були загальними цілями для китобоїв. Вагітність має тенденцію тривати рік і китята народжуються вагою 0.91 тон і 4–6 м у довжину. Відлучення від грудей відбувається після восьми місяців. Три відомі хижаки: людина, косатка, акула.

## Систематика
- Eubalaena
  - Eubalaena australis
  - Eubalaena glacialis
  - Eubalaena japonica